# Svafrlami
Svafrlami est un roi légendaire scandinave de la mythologie nordique du IIIe siècle. Il règne sur le Garðaríki.
Fils de Sigrlami, il est connu pour être le premier propriétaire de l'épée magique Tyrfing.

## Biographie
Il est cité dans la Saga de Hervor et du roi Heidrekr en tant que fils du roi Sigrlami et petit-fils du dieu Odin lui-même.
Selon la légende du cycle de Tyrfing, Svafrlami part à la chasse et rencontre deux nains près d'un gros rocher, Dvalinn et Durin. Il profite alors d'un moment de faiblesse de ces derniers pour les enfermer et les forcer à forger une épée capable de couper la pierre et le fer comme s'il s'agissait de vêtements, qui ne manquerait jamais sa cible et qui ne rouillerait jamais.

Les nains forgent alors l'épée mais la maudissent pour se venger afin que Svafrlami soit tué : chaque fois qu'elle serait tirée hors de son fourreau, elle tuerait un homme et serait la cause de trois grands malheurs. Svafrlami, furieux en apprenant cela, poursuit alors les nains avec l'épée, mais ne parvient qu'à fendre des pierres sans toucher les nains qui disparaissent dans le rocher.
Alors que le berserk Arngrim entame une série de pillages sur les terres de Svafrlami, ce dernier se dresse alors contre Arngrim. Svafrlami et son épée Tyrfing transperce le bouclier d'Arngrim mais se plante dans le sol. Arngrim saisit alors l'épée et tranche la main de Svafrlami et le tue, puis enlève sa fille Eyfura et la force à l'épouser.
Selon une autre version moins connue de l'histoire, Arngrim excellait tellement au combat que Svafrlami, impressionné, lui offre sa fille Eyfura en mariage.

## Famille

### Mariage et enfants
D'une union avec peut-être une certaine Frid, il eut :
- Rollaug (ou Rollaugr, Hrollaugr)
- Eyfura (en), qui épouse le berserk Arngrim, le meurtrier de Svafrlami.

## Galerie

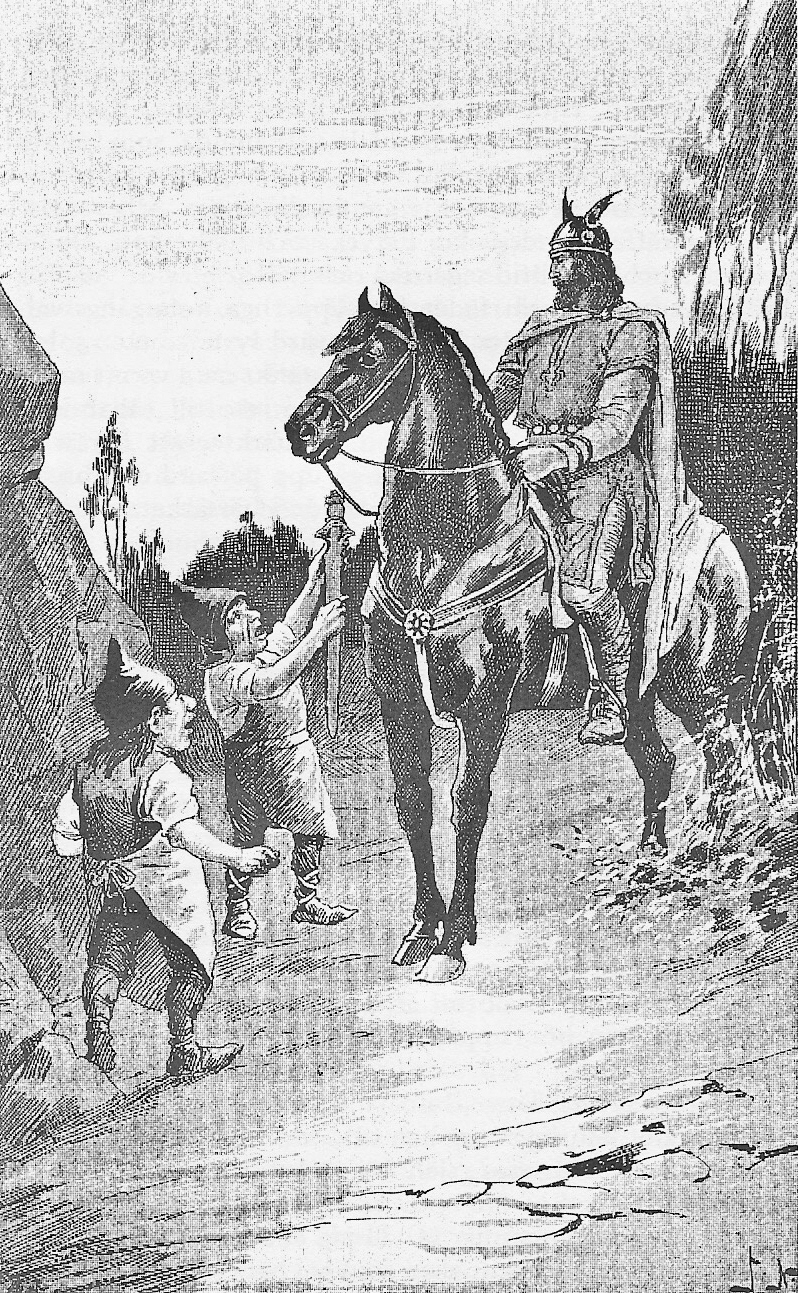
Svafrlami et les Nains, par Jenny Nyström (1895).